# Oddy proba
Oddy proba odnosno Oddyjev test je postupak koji je u Britanskom muzeju osmislio znanstvenik konzervator Andrew Oddy 1973.godine, a u svrhu ispitivanja kompatibilnosti materijala korištenih kod izlaganja ili čuvanja objekata kulturne baštine.
Konstrukcijski materijali u građevinarstvu se često provjeravaju u smislu sigurnosti korištenja. Međutim iako isti mogu biti sigurni kao građevinski materijal, ipak mogu sadržavati i materijale koji nisu kompatibilni s kulturnom baštinom, te joj dapače mogu i naštetiti. Kiseline, formaldehid i druga isparenja mogu oštetiti ili čak dovesti do uništenja predmeta kulturne baštine.

## Postupak
Za probu nam je potreban uzorak materijala koji ispitujemo, te isti stavljamo u hermetički zatvorene posude, u koje stavimo i tri metalna uzorka - srebrni,olovni i bakreni. Isti se s uzorkom niti međusobno ne smiju direktno dodirivati. U posudu s uzorcima stavljamo i malo vode, te je izlažemo temperaturi od 60 stupnjeva Celzijusa na 28 dana. Kao kontrolni uzorak u drugu posudu stavljamo samo tri spomenuta metala. Ako nakon otvaranja na uzorcima ne vidimo nikakovih promjena, ispitivani materijal pogodan je za uporabu kod izlaganja ili čuvanja predmeta kulturne baštine. 
Svaki od tri metala pokazuje nam na drugi vid zagađenja - srebro sulfide, olovo organske kiseline poput octene i mravlje, te aldehide i bakar na kloride, okside i sumporne spojeve.

## Razvoj
Oddy test doživio je vremenom brojne modifikacije i poboljšanja. Dok je Oddy za probu uzorke metala i ispitivani materijal stavljao u odvojene posude, Bamberger i suradnici su sva tri uzorka i ispitivani materijal stavili u jednu posudu, te tako postupak pojednostavili. Robinett i Thickett (2003) su pak "tri u jedan" koncept poboljšali stabiliziranjem metalnih uzoraka.
Glavni nedostatak testa je moguća subjektivnost pri interpretaciji rezultata, jer radi se o prije svega vizualno zasnovanoj procjeni. 